# Эдельштейн, Георгий Михайлович
Юрий (Георгий) Михайлович Эдельштейн (род. 20 июля 1932, Киев) — протоиерей Русской православной церкви, участник диссидентского движения в СССР. Член Московской Хельсинкской группы.

## Биография
Родился в Киеве, мать полька, отец еврей. Молодым человеком, около 20 лет, принял крещение в Русской православной церкви.
В 1965 году, будучи ещё мирянином и аспирантом Московского областного педагогического института, участвовал в редактуре текста открытого письма патриарху Алексию I, которое подробно рисовало картину противозаконного подавления органами государственной власти СССР прав и свобод верующих граждан страны. В итоге подписавшие письмо священники Николай Эшлиман и Глеб Якунин под давлением властей были «за вредную для Церкви и соблазнительную деятельность» уволены за штат «с запрещением в священнослужении, до полного раскаяния»; священник Глеб Якунин был восстановлен в служении в 1987 году, священник Николай Эшлиман лишился возможности восстановления, поскольку вступил в повторный брак.
Эдельштейн долго добивался рукоположения, и лишь 16 ноября 1979 года был рукоположён во диаконы, а 24 ноября 1979 года — в сан священника, после чего решением управляющего Курской и Белгородской епархией Хризостома назначен настоятелем церкви Иоанна Богослова в село Коровино Волоконовского района Белгородской области.
С 1992 года настоятель храма Воскресения Христова в селе Карабаново Красносельского района Костромской области. Имеет сан протоиерея.
Автор книг «Записки сельского священника» (М., 2005) и «Право на правду» (М., 2017).

## Взгляды
Церковные взгляды протоиерея Георгия Эдельштейна характеризуются как консервативные. Находясь в тесных приятельских отношениях со священником Александром Менем, он не разделял многих его воззрений, критически относится к деятельности священника Георгия Кочеткова. Резко отрицает «сергианство»: «Сергианство — это убеждение, что Церковь и ложь совместимы».
Выступает с обличениями в адрес иерархов Русской православной церкви, обвиняемых им в сотрудничестве с КГБ, в том числе патриархов Алексия II и Кирилла.

Мы — православные христиане. Из этих двух слов нам важнее второе.
Нам в равной мере чуждо крайнее охранительство, принадлежность к «секте типиконщиков», и лево-либеральное христианство, «экуменизм без берегов».
Из современных христианских мыслителей нам наиболее близки И. А. Ильин, С. И. Фудель, о. Александр Шмеман, А. В. Карташёв.
Мы считаем единственно плодотворными для церкви пути, указанные Поместным Собором 1917-18 г.г. и «Обращением» Соловецких епископов-исповедников.

Осудил вторжение России на Украину, разместил антивоенное обращение на сайте своего прихода и прочитал антивоенную проповедь.
В марте 2022 году, после эскалации российко-украинской войны, покинул Россию, проживает в Израиле.

## Семья
- Жена — Анита Иосифовна Розенцвайг.
  - Сын — Юлий (Йоэль) Эдельштейн (род. 1958), активист еврейского движения за право эмиграции из СССР, один из создателей подпольной сети изучения иврита. В 1987 году репатриировался в Израиль, где сделал политическую карьеру: в 2009 году он стал министром информации и диаспоры Израиля, в 2013—2020 годах — спикер кнессета, в 2020—2021 гг. — министр здравоохранения.
  - Сын — Михаил Эдельштейн (род. 1972), российский литературный критик и литературовед.

## Публикации
- Русская Православная Церковь сегодня глазами зарубежных историков и очевидцев. — Нью-Йорк; Монреаль: Издание Братства преп. Иова Почаевского, 1991. — 34 с.
- Записки сельского священника. — Москва: Рос. гос. гуманитар. ун-т, 2005 (ИЦ РГГУ). — 369 с. — (Серия : История и память. Очевидцы / Рос. гос. гуманитар. ун-т). — ISBN 5-7281-0748-6.
- Право на правду. — Москва: [б. и.], 2016. — 499 с. — ISBN 978-5-00028-133-8. — 1000 экз.
- Право на правду [Электронный ресурс]. : аудиокнига : [12+] : [Звукозапись] : Георгий Эдельштейн; читает автор. — Москва : Ардис, 2017. — 1 электрон. опт. диск (MP3) : зв.; 12 см.